# الرميلة (سيدي علي)
الرميلة هي إحدى مشيخات المملكة المغربية، تتبع جغرافيا لإقليم الرشيدية وإداريًا لسيدي علي. يقدر عدد سكانها بـ 10805 نسمة حسب الإحصاء الرسمي للسكان والسكنى لسنة 2004.